# Nishi Amane
Nishi Amane est un nom japonais traditionnel ; le nom de famille (ou le nom d'école), Nishi, précède donc le prénom (ou le nom d'artiste) Amane.
Nishi Amane (西周, Amane, 7 mars 1829 – 30 janvier 1897) est un philosophe japonais qui, durant l'ère Meiji, a aidé à importer la philosophie occidentale au Japon.

## Biographie
Nishi Amane (prononcé Amané) est né à Tsuwano, ville située dans la préfecture de Shimane. Il fait des études a l’Université de Leyde aux Pays-Bas, où il est l'élève avec son camarade Mamichi Tsuda du professeur Simon  Vissering  qui leur enseigne l'économie politique, les statistiques et l'histoire diplomatique. Ils nouent des liens d'amitié avec Vissering , celui-ci, franc-maçon, les présente à sa loge maçonnique Vertu N°7, où ils sont initiés à la franc-maçonnerie et dont ils deviennent les premiers adhérents japonais le 20 octobre 1864.
Nishi Amane ramène au Japon l'utilitarisme et l'empirisme et devient en décembre 1868 le premier directeur de l'académie militaire de Numazu. Il est le créateur du mot tetsugaku (哲学) qui signifie philosophie en japonais.

## Maison de Tsuwano
Il est toujours possible de visiter sa dernière maison à Tsuwano, située non loin de celle de Ōgai Mori (ainsi que du musée consacré à l'œuvre de l'écrivain). La maison de Nishi Amane est conservée en l'état. Elle n'est pas un musée. N'importe qui peut y aller gratuitement : il est simplement demandé de ne pas marcher à l'intérieur sur les tatamis. Comparé au musée consacré à Mori Ōgai, quelque peu exubérant, cette maison est toute simple.